# Богоявленский, Михаил Максимович
Михаил Максимович Богоявленский (1818—1882) —  русский педагог, директор Могилёвской гимназии и Санкт-Петербургского коммерческого училища.

## Биография
После окончания в 1842 году Главного педагогического института, Богоявленский был направлен учителем истории в 1-ю Московскую гимназию.
С 1852 по 1857 год был в отставке.
В 1857 году он был назначен директором народных училищ Могилевской губернии и Могилёвской гимназии.
С 1861 года работал в Санкт-Петербурге: сначала был преподавателем истории в младшем возрасте Александровского лицея; в 1862 году был назначен исправляющим должность директора коммерческого училища и в 1864 утверждён в этой должности. Благодаря энергии и умению Богоявленского, училище, принятое им в довольно запущенном виде, скоро стало одним из лучших средних учебных заведений, и количество учащихся в нем почти утроилось.
С 1 января 1866 года — в чине действительного статского советника. Награждён орденами Св. Владимира 3-й степени (1870), Св. Станислава 1-й степени (1872) и Св. Анны 1-й степени (1876).
В январе 1872 года в «Русской старине» были напечатаны, доставленные в редакцию М. М. Богоявленским, неизданные отрывки и варианты к первым трем главам «Мертвых душ» Гоголя. Эти  отрывки, преданные Богоявленскому ещё во время службы в Могилевской губернии полковником Ястржембским, были приняты за подлинные, но впоследствии Ястржембский сам печатно заявил, что отрывки не принадлежат Гоголю, а подделаны им, Ястржембским.
Публикации М. М. Богоявленского: 
- О преподавании древней истории (актовая речь). — М., 1848
- История Рима от основания города до Рождества Христова: учебник. — СПб.: тип. Э. Веймара, 1855. — 248 с.,
- Исторический очерк Санктпетербургского комерческого[sic] училища, читанный директором М. М. Богоявленским, в день столетнего юбилея Училища, 6 декабря 1872 года. — СПб.: тип. И. И. Глазунова, 1872. — 63 с.
- Воспоминания о Перевлесском // «Санкт-Петербургские ведомости». — 1867. — № 28.